# Hakuhō Shō
Hakuhō Shō (jap. 白鵬 翔; * 11. März 1985 in Ulaanbaatar als Mönchbatyn Dawaadschargal, mongolisch Мөнхбатын Даваажаргал) ist ein ehemaliger mongolischer Sumōringer in der japanischen Makuuchi-Division.
Er war der 69. Yokozuna. Er bekleidete diesen Rang 14 Jahre, so lange wie kein Yokozuna zuvor. Mit seinen zahlreichen Turniersiegen und Rekorden ist Hakuhō der erfolgreichste Rikishi (Sumōkämpfer) in der Geschichte dieses Sports.

## Leben und Karriere
Wie viele erfolgreiche Rikishi aus der Mongolei kommt Hakuhō aus einer Familie von Bokeringern. Sein Vater Dschigdschidiin Mönchbat gewann eine Silbermedaille im Freistil bei den Olympischen Spielen 1968.
Im Alter von 15 Jahren wurde Hakuho zum Rikishi des Stalls Miyagino-beya und stieg, zunächst noch wenig beachtet, in den Rängen auf. Schon im Januar 2004 trat er in der Jūryō-Division an, der zweithöchsten Liga, im Mai kämpfte er nach einem Turniersieg zum ersten Mal in der Makuuchi. Durch hohe Kachi-koshi rückte er in der Hierarchie der Maegashira rasch vor und wurde 2005 im Januar zum Komusubi und im März zum Sekiwake befördert. Bereits zu diesem Zeitpunkt hatte er die Auszeichnungen für Technik, Kampfgeist und besondere Leistung je einmal erhalten. Sein Ziel, zum jüngsten Ōzeki der Geschichte zu werden, wurde durch eine Verletzung am Sprunggelenk verhindert. Wegen seines dadurch bedingten Ausfalls wurde er wieder zurückgestuft, konnte durch ein Kachi-koshi beim folgenden Turnier aber schon wieder in die Sanyaku-Ränge zurückkehren.
Im Januar und März 2006 war er bis zuletzt unter den Anwärtern auf den Titel. Im letzten Fall verpasste er den Turniersieg im Ausscheidungskampf gegen Yokozuna Asashōryū, erreichte aber die Ernennung zum Ōzeki. Im Mai konnte er schließlich seinen ersten Turniersieg verzeichnen. Im darauffolgenden Turnier wurde er mit einem 13–2 zwar Zweiter, doch reichte das noch nicht zu einer Beförderung. Zwar konnte er im November aufgrund einer Verletzung, die er sich kurz vor dem Turnier zugezogen hatte, nicht antreten, jedoch konnte er im folgenden Neujahrsturnier 2007 seinen Ōzeki-Titel mit einem 10–5-Kachi-koshi klar verteidigen. Anschließend gewann er das Frühjahrsturnier in Osaka mit einem 13–2, wo er sich in einem Stichkampf gegen Asashoryu durchsetzte, und das darauf folgende Turnier sogar mit einem 15–0, wodurch er die sportlichen Kriterien für eine Ernennung zum Yokozuna erfüllte. Am 30. Mai 2007 erfolgte schließlich die offizielle Ernennung zum 69. Yokozuna.
Er gewann danach 3 Turniere in Folge. Im Hatsu-Basho 2008 stand er im letzten Kampf Yokozuna Asashoryu gegenüber. Beide standen bei 13–1, jedoch gewann Hakuhō den Kampf mit Uwatenage und somit sein 6. Yusho. In der Folgezeit dominierten Hakuhō und Asashōryū die Makuuchi-Division. Bis zum Rücktritt von Asashōryū im Februar 2010 konnte Hakuhō 6 Turniere gewinnen, zwei davon mit einer 15–0 Bilanz. Asashōryū gewann 4 Turniere.
Nach dem Rücktritt von Asashōryū war Hakuhō zunächst unschlagbar. Bis zum 2. Tag des November-Turniers 2010 gewann er 63 Kämpfe in Folge. Das ist nach der Siegesserie von Futabayama, der von 1936 bis 1939 69 Siege in Folge feiern konnte, die zweitlängste Siegesserie in der Geschichte der Makuuchi-Division. Von März 2010 bis Mai 2011 konnte er sieben Turniere in Folge gewinnen. Dies schaffte vor ihm nur Asashōryū. Im November 2014 konnte Hakuhō seinen 32. Turniersieg in der Makuuchi-Division erringen. Damit stellte er den Rekord der meisten Turniersiege in der Makuuchi-Division ein, der bis dahin von Taihō gehalten wurde. Im folgenden Turnier gewann er sein 33. Turnier. Seitdem hält er alleine den Rekord der meisten Turniersiege in der Makuuchi-Division. Im November 2016 gewann er seinen 1000. Kampf. Dies gelang vor ihm nur Chiyonofuji und Kaiō.
Hakuhō misst 1,93 m und wiegt circa 155 kg. Seine Spezialität ist der Uwatenage, eine Wurftechnik. Hakuhō hält mit 86 Kämpfen, die er jeweils 2009 und 2010 gewinnen konnte, den Rekord der meisten Siege in einem Jahr. Mit sechzehn 15–0-Turniersiegen hält er auch den Rekord der meisten Zenshō-Yūshō (Turniersiege ohne Niederlage).
Am 21. Juli 2017 setzte Hakuhō einen neuen Allzeitrekord während des Nagoya-Turniers. Mit einer Gewinnrate von 83 % in 98 Turnieren und seinem 1.048. Sieg hat er Kaiō überholt, der bisher mit 1.047 Siegen führend war.
Mit dem Sieg gegen Ozeki Gōeidō am 14. Tag des Aki Basho 2018 holte Hakuho seinen 1.000 Sieg in der Makuuchi Division. Er ist damit der bisher einzige Rikishi, der mehr als 1.000 Siege in der höchsten Division erzielen konnte.
Im September 2019 wurde bestätigt, dass Hakuhō die japanische Staatsbürgerschaft erlangt hat. Dieser Schritt ermöglicht ihm u. a. nach seiner Karriere als Sumōringer in der Japan Sumo Association zu bleiben und als Oyakata (Stallmeister) einen eigenen Heya zu gründen. Ausländern ist dies nicht gestattet.
Am 27. September 2021, ein Tag nach Ende des Aki-Bashos 2021, welches er wegen eines Ausbruchs von COVID-19 in seinem Heya verpasste, gab er seinen Rücktritt bekannt.

## Kampfstatistik
| Jahr | Hatsu (Januar)       | Haru (März)           | Natsu (Mai)            | Nagoya (Juli)         | Aki (September)       | Kyushu (November)      | Gew. / Verl. | Durchschnitt |
| ---- | -------------------- | --------------------- | ---------------------- | --------------------- | --------------------- | ---------------------- | ------------ | ------------ |
| 2001 | --                   | Maezumo Hatsu Dohyo   | Jonokuchi 16 Ost 3-4   | Jonokuchi 18 Ost 5-2  | Jonidan 97 Ost 5-2    | Jonidan 55 Ost 4-3     | 17-11        | 60,7 %       |
| 2002 | Jonidan 33 Ost 5-2   | Sandanme 98 Ost 6-1   | Sandanme 38 Ost 4-3    | Sandanme 23 West 3-4  | Sandanme 44 West 4-3  | Sandanme 28 West 4-3   | 26-16        | 61,9 %       |
| 2003 | Sandanme 16 Ost 5-2  | Makushita 54 West 4-3 | Makushita 44 West 5-2  | Makushita 30 Ost 4-3  | Makushita 23 Ost 6-1  | Makushita 9 Ost 6-1    | 30-12        | 71,4 %       |
| 2004 | Juryo 12 Ost 9-6     | Juryo 8 West 12-3     | Maegashira 16 Ost 12-3 | Maegashira 8 Ost 11-4 | Maegashira 3 Ost 8-7  | Maegashira 1 West 12-3 | 64-26        | 71,1 %       |
| 2005 | Komusubi 1 West 11-4 | Sekiwake 1 West 8-7   | Sekiwake 1 Ost 9-6     | Sekiwake 1 Ost 6-3-6  | Maegashira 1 West 9-6 | Komusubi 1 West 9-6    | 52-32-6      | 61,9 %       |
| 2006 | Sekiwake 1 West 13-2 | Sekiwake 1 Ost 13-2   | Ōzeki 3 West 14-1      | Ōzeki 1 Ost 13-2      | Ōzeki 1 Ost 8-7       | Ōzeki 2 West 0-0-15    | 61-14-15     | 81,3 %       |
| 2007 | Ōzeki 3 West 10-5    | Ōzeki 1 West 13-2     | Ōzeki 1 Ost 15-0       | Yokozuna West 11-4    | Yokozuna West 13-2    | Yokozuna Ost 12-3      | 74-16        | 82,2 %       |
| 2008 | Yokozuna Ost 14-1    | Yokozuna Ost 12-3     | Yokozuna West 11-4     | Yokozuna West 15-0    | Yokozuna Ost 14-1     | Yokozuna Ost 13-2      | 79-11        | 87,7 %       |
| 2009 | Yokozuna Ost 14-1    | Yokozuna West 15-0    | Yokozuna Ost 14-1      | Yokozuna Ost 14-1     | Yokozuna Ost 14-1     | Yokozuna West 15-0     | 86-4         | 95,5 %       |
| 2010 | Yokozuna West 12-3   | Yokozuna Ost 15-0     | Yokozuna Ost 15-0      | Yokozuna Ost 15-0     | Yokozuna Ost 15-0     | Yokozuna Ost 14-1      | 86-4         | 95,5 %       |
| 2011 | Yokozuna Ost 14-1    | abgesagt              | Yokozuna Ost 13-2      | Yokozuna Ost 12-3     | Yokozuna Ost 13-2     | Yokozuna Ost 14-1      | 66-9         | 88,0 %       |
| 2012 | Yokozuna Ost 12-3    | Yokozuna Ost 13-2     | Yokozuna Ost 10-5      | Yokozuna Ost 14-1     | Yokozuna Ost 13-2     | Yokozuna Ost 14-1      | 76-14        | 84,4 %       |
| 2013 | Yokozuna Ost 12-3    | Yokozuna West 15-0    | Yokozuna Ost 15-0      | Yokozuna Ost 13-2     | Yokozuna Ost 14-1     | Yokozuna Ost 13-2      | 82-8         | 91,0 %       |
| 2014 | Yokozuna West 14-1   | Yokozuna Ost 12-3     | Yokozuna Ost 14-1      | Yokozuna Ost 13-2     | Yokozuna Ost 14-1     | Yokozuna Ost 14-1      | 81-9         | 90,0 %       |
| 2015 | Yokozuna Ost 15-0    | Yokozuna Ost 14-1     | Yokozuna Ost 11-4      | Yokozuna Ost 14-1     | Yokozuna Ost 0-3-12   | Yokozuna West 12-3     | 66-12-12     | 84 %         |
| 2016 | Yokozuna West 12-3   | Yokozuna West 14-1    | Yokozuna Ost 15-0      | Yokozuna Ost 10-5     | Yokozuna West 0-0-15  | Yokozuna Ost 11-4      | 62-13-15     | 82 %         |
| 2017 | Yokozuna Ost 11-4    | Yokozuna Ost 2-3-10   | Yokozuna West 15-0     | Yokozuna Ost 14-1     | Yokozuna Ost 0-0-15   | Yokozuna West 14-1     | 56-9-25      | 86 %         |
| 2018 | Yokozuna Ost 2-3-10  | Yokozuna West 0-0-15  | Yokozuna West 11-4     | Yokozuna West 3-1-11  | Yokozuna West 15-0    | Yokozuna Ost 0-0-15    | 31-8-51      | 79 %         |
| 2019 | Yokozuna West 10-4-1 | Yokozuna Ost 15-0     | Yokozuna Ost 0-0-15    | Yokozuna West 12-3    | Yokozuna West 0-2-13  | Yokozuna West 14-1     | 51-10-29     | 56,7 %       |
| 2020 | Yokozuna Ost 1-3-11  | Yokozuna Ost 13-2     | abgesagt               | Yokozuna Ost 10-3-2   | Yokozuna Ost 0-0-15   | Yokozuna Ost 0-0-15    | 24-8-43      | 75 %         |
| 2021 | Yokozuna Ost 0-0-15  | Yokozuna Ost 2-1-12   | Yokozuna Ost 0-0-15    | Yokozuna Ost 15-0     | Yokozuna Ost 0-0-15   | ×                      | 17-1-57      | 94,4 %       |

grüner Rahmen = Yusho (Turniersieg)